# پدوکاه (تگزاس)
پدوکاه، تگزاس(به انگلیسی: Paducah, Texas) شهری در ایالت تگزاس از ایالات جنوبی ایالات متحده آمریکا است. در سرشماری سال ۲۰۰۰، جمعیت این شهر ۱۴۹۷ نفر اعلام شد.